# Императорское Высочество
Импера́торское Высо́чество – титул, а также обращение (титулование, предикат), присвоенное в Российской Империи великим князьям и великим княжнам, являвшимся детьми и внуками, а до 1886 года правнуками и праправнуками императора, супругам великих князей великим княгиням; этот же титул жаловался некоторым потомкам императора по женской линии (отдельным представителям Ольденбургского и Лейхтенбергского домов, постоянно проживавших в Российской Империи). 

## До 1797 года
Вероятно, впервые в законодательстве титул Императорского Высочества упоминается в декларации 24 июля [4 августа] 1727 года (ПСЗ 5128) в отношении дочери императора Петра I Анны Петровны, супруги герцога Шлезвиг-Гольштейнского.
7 [18] ноября 1742 года, в день перехода в православие, титул был пожалован сыну Анны Петровны Его Королевскому Высочеству Петру владетельному герцогу Шлезвиг-Голштинскому, перешедшему в православие с именем Петра Фёдоровича и объявленного наследником российского престола.
Начиная с 1744 года, этот титул получали ещё до брака в день обручения все иностранные принцессы, становившиеся невестами, а впоследствии и жёнами представителей Дома Романовых, о чём каждый раз издавался особый Манифест.
Начиная с 1754 года, этот титул получали все законнорождённые дети Петра Фёдоровича (Манифест о рождении Павла Петровича 07.10.1754 года (ПСЗ 10315), о рождении и смерти Анны Петровны 09.03.1759 года (ПСЗ 10930)) и Павла Петровича (Манифесты о рождении: Александра Павловича 20.12.1777 года (ПСЗ 14685), Константина Павловича 05.05.1779 года (ПСЗ 14871), Александры Павловны 08.08.1783 года (ПСЗ 15806), Елены Павловны 22.12.1784 года (ПСЗ 16115), Марии Павловны 12.02.1786 года (ПСЗ 16325), Екатерины Павловны 21.05.1788 года (ПСЗ 16668), Ольги Павловны 18.07.1792 года (ПСЗ 17065), Анны Павловны 14.01.1795 года (ПСЗ 17294) и Николая Павловича 06.07.1796 года (ПСЗ 17479)), о чём каждый раз издавался особый Манифест.

## Учреждение об Императорской Фамилии 1797 года
Законодательное закрепление титула Императорских Высочеств за представителями Дома Романовых произошло в «Учреждении об Императорской Фамилии» 5 [16] апреля 1797 года (ПСЗ 17906). Согласно этому документу, титул Императорского Высочества (вместе с титулом Великого Князя) назначался «одному объявленному всенародно, Престола Наслѣднику» (§31) и (вместе с титулами Великого Князя и Великой Княжны) «всѣмъ Императора сыновьямъ, дочерямъ, внукамъ, правнукамъ и праправнукамъ» (§32) (под внуками, правнуками и праправнуками подразумевались особы и мужского и женского пола).
Первым после принятия первой редакции Учреждения, титул получил Михаил Павлович, родившийся 28 января [8 февраля] 1798 года, о чём издан был особый Манифест (ПСЗ 18360).
Впоследствии, в период 1799–1886 гг. этот титул получили ещё 30 членов Дома Романовых мужского пола (см. Список великих князей Российской империи), из которых на момент рождения 4 приходились сыновьями и 26 внуками императоров, и 18 женского пола (см. Список великих княжон Российской империи), из которых на момент рождения 2 приходились дочерями и 16 внучками императоров.
Титулы, принадлежащие лицам с титулом Великая Княгиня, т.е., супругам Великих Князей в законе прямо не оговаривались. Однако из §46, гласившего, что «всѣ вообще остающiяся, по кончинѣ своихъ мужей, въ вдовственномъ состоянiи, удерживаютъ титулъ, мѣсто и либерею /ливрею/, принадлежащiя ихъ мужьямъ», слѣдовало, что супруги Великих Князей также получали титул Императорских Высочеств.
Также прямо не оговаривались и титулы, принадлежащие Великим Княжнам после выхода их замуж. Указывалось лишь, что «Великiя Княжны, за чужестранныхъ Принцовъ замужъ вышедшiя, /въ собранiяхъ и во всякихъ подобныхъ сему/ мѣста свои имѣютъ по праву своего рожденiя» (§38). В указе от 25.10.1799 года (ПСЗ 19163), последовавшем после брака Александры Павловны и Елены Павловны, указывалось: «Его Императорское Величество Высочайше повелѣть соизволилъ: Титуламъ Ихъ Императорскихъ Высочествъ Государынь Великихъ Княженъ быть слѣдующимъ: Ея Императорское Высочество Государыня Великая Княгиня Александра Павловна Эрцъ-Герцогиня Австрiйская. – Ея Императорское Высочество Государыня Великая Княгиня Елена Павловна Наслѣдная Принцесса Мекленбургъ-Шверинская».

## Указ 1885 года
24.01.1885 года последовал Именной, данный Сенату указ «О некоторых изменениях в Учреждении об Императорской Фамилии» (ПСЗ-3 2695), согласно которому титул Императорских Высочеств распространялся только на «Сыновей, Братьевъ, Дочерей, Сестеръ, а также Внуковъ Императоровъ, по прямой линiи отъ мужескаго поколѣнiя происшедшихъ», а правнукам полагался уже титул только Высочеств. Этим же указом предусматривалось начать работу по изменению всего Учреждения об Императорской Фамилии.

## Учреждение об Императорской Фамилии 1886 года
В соответствии с новой редакцией «Учреждения об Императорской фамилии» от 02.07.1886 года (ПСЗ-3 3851), было установлено, что титул Императорского Высочества «принадлежитъ единому, объявленному всенародно Наслѣднику Престола» (ст. 19 и 20), «сыновьямъ, дочерямъ, братьямъ, сестрамъ, а въ мужескомъ поколѣнiи и всѣмъ внукамъ Императоровъ» (ст. 19 и 21); Также прямо оговаривалось, что этот титул принадлежит лицам, с титулом Великая Княгиня (ст. 19), т.е., супругам Великих Князей и Великим Княжнам после выхода их замуж. Относительно Великих Княжон вновь говорилось, что «Великiя Княжны, вступившiя въ замужество за чужестранныхъ Принцевъ, сохраняютъ въ собранiяхъ и во всякихъ подобныхъ сему случаяхъ/ мѣста по праву рожденiя имъ принадлежащiя» (ст. 26). Также подтверждалось сохранение титулов и во вдовстве: «Всѣ остающiяся во вдовствѣ удерживаютъ титулъ и мѣсто, принадлежавшiе имъ при жизни супруговъ» (ст. 28).
После принятия новой редакции Учреждения, в период 1891–1917 гг., титул Императорских Высочеств получили 7 членов Дома Романовых: внук императора Дмитрий Павлович, родившийся 06.09.1891 г., и его сестра, сын императора Алексей Николаевич, родившийся 30.07.1904 г., и четыре его сестры.

## Попытка пересмотра Учреждения об Императорской Фамилии в 1911 году
На проходившем в феврале 1911 года совещании великих князей, созванном по Высочайшему повелению для того, чтобы обсудить некоторые возможные изменения в Учреждении об Императорской Фамилии, «обсуждался… вопрос о возможности расширения числа лиц, имеющих право на великокняжеский титул. С царствования Александра III он был присвоен лишь детям и внукам Императора. В результате уже через несколько десятилетий число Великих Князей должно было резко уменьшиться (у Николая II был лишь один малолетний сын, его брат Великий Князь Михаил заключил морганатический брак), и потому было предложено даровать право на этот титул старшему из прямых мужских потомков каждого из Великих Князей. Этот вопрос обсуждался довольно горячо, так как прямо затрагивал судьбу детей и потомства присутствующих. Подавляющее большинство высказалось в поддержку этого предложения, и лишь неженатый Дмитрий Константинович считал его несвоевременным, говоря, что пока Великих Князей и так достаточно, а станет их мало, Государь сам решит, кому стоит дать этот титул, да к тому же когда Великих Князей было мало, и считались с ними больше, чем теперь. Соответствующие предложения были также сформулированы и представлены на рассмотрение Государя».
Окончательное решение императора было доведено до сведения великих князей письмом министра императорского двора барона В. Б. Фредерикса: «Вопрос о сохранении титула Великого Князя и ИМПЕРАТОРСКОГО ВЫСОЧЕСТВА в роде каждого внука ИМПЕРАТОРА за старшим сыном и его старшими по праву первородства потомками мужского пола ГОСУДАРЬ ИМПЕРАТОР изволил повелеть разработать и при этом обсудить, до какого, именно, колена должны быть сохранены подобные преимущества. В отношении остального потомства внуков ИМПЕРАТОРА существующие положения оставлены без изменений» 
Вплоть до 1917 года какого-либо пересмотра Учреждения об Императорской Фамилии не последовало.

## Супруги Великих Князей

### Супруги Великих Князей, перешедшие в православие до брака
Иностранные принцессы – будущие супруги великих князей получали этот титул и титул великих княжон при обручении, которое следовало через день после перехода в православие, и за некоторый период (от 1 до 59 недель) до брака.
| Портрет | Имя | Годы жизни                            | Дата перехода в православие | Дата обручения и получения титула | Дата брака. Имя мужа                                                | Примечания                                           |
| ------- | --- | ------------------------------------- | --------------------------- | --------------------------------- | ------------------------------------------------------------------- | ---------------------------------------------------- |
|         | Светлейшая Принцесса Ангальт-Цербская Екатерина Алексеевна                                                              | 28.06(09.07).1729—06(17).11.1796      | 28.06.1744 (ПСЗ 8983)       | 29.06.1744 (ПСЗ 8983)             | 21.08.1745 (указа в ПСЗ нет). Великий Князь Пётр Фёдорович          | С 25.12.1761 (05.01.1762) Императрица Всероссийская. |
|         | Светлейшая Принцесса Гессен-Дармштатская Наталья Алексеевна                                                             | 14(25).06.1755—15(26).04.1776         | 15.08.1775 (ПСЗ 14023)      | 16.08.1775 (ПСЗ 14023)            | 29.09.1775 (указа в ПСЗ нет). Великий Князь Павел Петрович          |                                                      |
|         | Светлейшая Принцесса Виртемберг-Штутгардская Мария Феодоровна                                                           | 14(25).10.1759—24.10(05.11).1828      | 14.09.1776 (ПСЗ 14506)      | 15.09.1776 (ПСЗ 14506)            | 07(18).10.1776 (указа в ПСЗ нет). Великий Князь Павел Петрович      | С 06(17).11.1796 Императрица Всероссийская.          |
|         | Светлейшая Принцесса Баденская Елизавета Алексеевна                                                                     | 13(24).01.1779—04(16).05.1826         | 09.05.1793 (ПСЗ 17123)      | 10.05.1793 (ПСЗ 17123)            | 28.09.1793 (ПСЗ 17156). Великий Князь Александр Павлович            | С 12(24).03.1801 Императрица Всероссийская.          |
|         | Светлейшая Принцесса Саксен-Залфельд-Кобургская Анна Феодоровна                                                         | 12(23).09.1781—12(24).08.1860         | 02.02.1796 (ПСЗ 17436)      | 03.02.1796 (ПСЗ 17436)            | 07(18).10.1796 (указа в ПСЗ нет). Великий Князь Константин Павлович | Брак расторгнут 20.03(01.04).1820 (ПСЗ 28208).       |
|         | Светлейшая Принцесса Шарлота, дочь Короля Прусского Александра Феодоровна                                               | 13.07.1798—20.10(01.11).1860          | 24.06.1817 (ПСЗ 26939)      | 25.06.1817 (ПСЗ 26939)            | 01.07.1817 (ПСЗ 26951). Великий Князь Николай Павлович              | С 19.11(01.12).1825 Императрица Всероссийская.       |
|         | Её Королевское Высочество Виртембергская Принцесса Шарлота Елена Павловна                                               | 28.12.1806(09.01.1807)—09(21).01.1873 | 05.12.1823 (ПСЗ 29668)      | 06.12.1823 (ПСЗ 29668)            | 08.02.1824 (ПСЗ 29769). Великий Князь Михаил Павлович               |                                                      |
|         | Светлейшая Принцесса Мария, дочь Великого Герцога Гессен-Дармштадтского Мария Александровна                             | 27.07(08.08).1824—22.05(03.06).1880   | 05.12.1840 (ПСЗ-2 14024)    | 06.12.1840 (ПСЗ-2 14024)          | 16.04.1841 (ПСЗ-2 14459). Великий Князь Александр Николаевич        | С 18.02(02.03).1855 Императрица Всероссийская.       |
|         | Светлейшая Принцесса Александра, дочь Владетельного Герцога Саксен-Альтенбургского Александра Иосифовна                 | 26.06(08.07).1830—23.06(06.07).1911   | 05.02.1848 (ПСЗ-2 21971)    | 06.02.1848 (ПСЗ-2 21971)          | 30.08.1848 (ПСЗ-2 22536). Великий Князь Константин Николаевич       |                                                      |
|         | Её Высочество Принцесса Александра, дочь Его Императорского Высочества Принца Петра Ольденбургского Александра Петровна | 02(14).05.1838—13(26).04.1900         | 26.12.1855 (ПСЗ-2 29992)    | 27.12.1855 (ПСЗ-2 29992)          | 25.01.1856 (ПСЗ-2 30095). Великий Князь Николай Николаевич          |                                                      |
|         | Принцесса Цецилия, сестра Великого Герцога Баденского Ольга Феодоровна                                                  | 20.09.1839—12.04.1891                 | 03.08.1857 (ПСЗ-2 32139)    | 04.08.1857 (ПСЗ-2 32139)          | 16.08.1857 (ПСЗ-2 32180). Великий Князь Михаил Николаевич           |                                                      |
|         | Её Королевское Высочество Принцесса Мария-Дагмар, дочь Короля Датского Мария Феодоровна                                 | 14(26).11.1847—13.10.1928             | 12.10.1866 (ПСЗ-2 43729)    | 13.10.1866 (ПСЗ-2 43729)          | 28.10.1866 (ПСЗ-2 43783). Великий Князь Александр Александрович     | С 01(13).03.1881 Императрица Всероссийская.          |

### Супруга Императора, перешедшая в православие до брака
Александра Феодоровна, единственная из иностранных принцесс, вступившая в брак с лицом, уже занимавшим императорский престол, получила титул не при обручении, а при переходе в православие.
| Портрет | Имя                                                                             | Годы жизни            | Дата перехода в православие и получения титула | Дата брака. Имя мужа                               | Примечания                                  |
| ------- | ------------------------------------------------------------------------------- | --------------------- | ---------------------------------------------- | -------------------------------------------------- | ------------------------------------------- |
|         | Её Великогерцогское Высочество Принцесса Алиса Гессенская Александра Феодоровна | 06.06.1872—17.07.1918 | 21.10.1894 (ПСЗ-3 11015)                       | 14(26).11.1894 (ПСЗ-3 11034). Император Николай II | С 14(26).11.1894 Императрица Всероссийская. |

### Супруги Великих Князей, не перешедшие в православие до брака, и православные по рождению
Иностранные принцессы – супруги великих князей, являвшиеся православными по рождению или не перешедшие в православие до брака, получали титул при браке.
| Портрет | Имя | Годы жизни                        | Отношение к православию                                     | Дата брака и получения титула. Имя мужа                          | Примечания |
| ------- | --- | --------------------------------- | ----------------------------------------------------------- | ---------------------------------------------------------------- | --- |
|         | Герцогиня Мария, дочь Владетельного Великого Герцога Мекленбург-Шверинского Мария Павловна                                                                                       | 02(14).05.1854—06.09.1920         | Перешла в православие после брака 10.04.1908 (ПСЗ-3 30236). | 16.08.1874 (ПСЗ-2 53823). Великий Князь Владимир Александрович   | |
|         | Принцесса Елисавета, дочь Владетельного Великого Герцога Гессенского Елизавета Феодоровна                                                                                        | 01.11.1864—18.07.1918             | Перешла в православие после брака 13.04.1891 (№ 7621).      | 03.06.1884 (ПСЗ-3 2280). Великий Князь Сергей Александрович      | |
|         | Королевна Александра Георгиевна, дочь Его Величества Короля Эллинов Александра Георгиевна                                                                                        | 18(30).08.1870—12(24).09.1891     | Православная по рождению.                                   | 04.06.1889 (ПСЗ-3 6074). Великий Князь Павел Александрович       | |
|         | Принцесса Елисавета Саксен-Альтенбургская, Герцогиня Саксонская, дочь Его Герцогского Высочества Принца Морица Саксен-Альтенбургского, Герцога Саксонского Елизавета Маврикиевна | 13(25).01.1865—24.03.1927         | В православие не переходила.                                | 15.04.1884 (ПСЗ-3 2151). Великий Князь Константин Константинович | |
|         | Княжна Милица Николаевна, дочь Его Высочества Владетельного Князя Черногории Милица Николаевна                                                                                   | 14(26).07.1866—05.09.1951         | Православная по рождению.                                   | 26.07.1889 (ПСЗ-3 6214). Великий Князь Пётр Николаевич           | |
|         | дочь Его Величества Короля Эллинов Королевна Мария Георгиевна | 03.03.1876—14.12.1940             | Православная по рождению.                                   | 30.04.1900 (ПСЗ-3 18508). Великий Князь Георгий Михайлович       | 16.12.1922 вступила во второй брак. |
|         | Княгиня Анастасия Николаевна Романовская Герцогиня Лейхтенбергская | 23.12.1867(04.01.1868)—15.11.1935 | Православная по рождению.                                   | 29.04.1907 (ПСЗ-3 29170). Великий Князь Николай Николаевич       | В первом браке была с 16/28.08.1889 г. супругой Его Императорского Высочества князя Георгия Максимилиановича Романовского герцога Лейхтенбергского (брак расторгнут 15(28).11.1906). |

### Супруга Великого Князя, не перешедшая в православие до брака
Виктория Феодоровна, единственная из иностранных принцесс, вступившая в первоначально неразрешённый императором брак, получила титул после брака.
| Портрет | Имя                                                                                              | Годы жизни            | Отношение к православию                                         | Дата брака. Имя мужа                                            | Дата получения титула.   | Примечания |
| ------- | ------------------------------------------------------------------------------------------------ | --------------------- | --------------------------------------------------------------- | --------------------------------------------------------------- | ------------------------ | ---------- |
|         | Супруга Его Императорского Высочества Великого Князя Кирилла Владимировича (Виктория Феодоровна) | 25.11.1876—02.03.1936 | Перешла в православие после брака 01.01.1907 (указа в ПСЗ нет). | 25.09.1905 (указа в ПСЗ нет). Великий Князь Кирилл Владимирович | 15.07.1907 (ПСЗ-3 29409) |            |

### Великая княгиня Ксения Александровна
Великая княгиня Ксения Александровна, будучи дочерью великого князя (с 1881 года императора) Александра III, носила титул по рождению.
| Портрет | Имя                                                             | Годы жизни                   | Отношение к православию   | Дата брака. Имя мужа                                         | Примечания |
| ------- | --------------------------------------------------------------- | ---------------------------- | ------------------------- | ------------------------------------------------------------ | ---------- |
|         | Её Императорское Высочество Великая Княжна Ксения Александровна | 25.03(06.04).1875—20.04.1960 | Православная по рождению. | 25.07.1889 (ПСЗ-3 10924). Великий Князь Александр Михайлович |            |

## Ольденбургские принцы
Супруг Великой Княжны Екатерины Павловны Георгий Петрович герцог Ольденбургский в день бракосочетания получил титул Императорского Высочества лично.
Из двух их сыновей младший получил этот же титул в 1845 г. лично, хотя в литературе его дети также указываются с титулом Императорских Высочеств. В действительности, такой титул в 1914 г. получил также только лично принц Александр Петрович.
По браку в роду принцев Ольденбургских титул Императорского Высочества носила Терезия Вильгельмина Нассауская (17.04.1815–08.12.1871), супруга (с 11(23).04.1837 г.) Петра Георгиевича (Екатерина Павловна, супруга родоначальника, и Евгения Максимилиановна, супруга Александра Петровича, носили этот титул по рождению).
| Портрет | Имя                                                 | Годы жизни                    | Дата дарования титула.       | Примечания |
| ------- | --------------------------------------------------- | ----------------------------- | ---------------------------- | --- |
|         | Его Светлость Принц Георгий Голстейн-Ольденбургский | 09.05.1784—15(27).12.1812     | 18.04.1809 (ПСЗ 23591)       | 01.01.1809 (ПСЗ 23429) обручился (но оставался лютеранином) и 18.04.1809 (ПСЗ 23591) сочетался браком с Великой Княжной Екатериной Павловной                |
|         | Его Светлость Принц Пётр Георгиевич                 | 14(26).08.1812—02(14).05.1881 | 17.03.1845 (указа в ПСЗ нет) | Сын предыдущего. Получил титул лично (для себя и супруги) по случаю крещения Великого Князя Александра Александровича (будущего Императора Александра III). |
|         | Его Высочество Принц Александр Петрович             | 21.05(02.06).1844—06.09.1932  | 28.05.1914 (указа в ПСЗ нет) | Сын предыдущего. Получил титул лично (для себя и супруги) в ознаменование пятидесятилетнего юбилея своей действительной службы.                             |

## Лейхтенбергские герцоги
Супруг Великой Княжны Марии Николаевны Максимилиан герцог Лейхтенбергский в день бракосочетания получил титул Императорского Высочества лично.
Их дети получали этот же титул лично в день их рождения каждый раз особым указом.
После смерти Максимилиана Лейхтенбергского, 06(18).12.1852 г. (ПСЗ-2 26840) было установлено и 28.11.1857 г. (ПСЗ-2 32482а) было подтверждено, что «пожалованный Имъ Титулъ ИМПЕРАТОРСКИХЪ ВЫСОЧЕСТВЪ сохраняется въ мужескомъ Ихъ поколѣнiи до Праправнуковъ» императора Николая I включительно, то есть, на тех же основаниях, что и для мужского потомства Дома Романовых.
На основании этих указов, титул Императорского Высочества при рождении получил правнук императора Николая I князь Александр Георгиевич Романовский герцог Лейхтенбергский (01(13).11.1881—28.04.1942).
В соответствии с новой редакцией «Учреждения об Императорской фамилии» от 02.07.1886 г. (ПСЗ-3 3851), ограничившей титул Императорских Высочеств лишь внуками императоров, дети великой княгини Марии Николаевны и герцога Максимилиана сохранили титул Императорских Высочеств, но нисходящее от мужского их поколения потомство стало титуловаться князьями и княжнами императорской крови с соответствующим титулованием титулами Высочеств и Светлостей. Было также установлено, что «изъ потомства ихъ титулъ Императорскаго Высочества принадлежитъ только Князю Александру Георгиевичу Романовскому, Герцогу Лейхтенбергскому лично», родившемуся до издания нового закона, а его брат Сергей и сестра Елена, родившиеся в 1890 и 1892 гг. соответственно, получили 14/26 июня 1899 г. (ПСЗ-3 17231) уже титул только Высочеств.
По браку в роду герцогов Лейхтенбергских титул Императорского Высочества носили Её Высочества Принцесса Терезия Петровна Ольденбургская (30.03.1852–19.04.1883), первая (с 30.04.1879 г.) супруга Георгия Максимилиановича, и Анастасия Николаевна (23.12.1867(04.01.1868)–15.11.1935), вторая (16/28.08.1889–15(28).11.1906) супруга того же Георгия Максимилиановича.
| Портрет | Имя                                              | Годы жизни                         | Дата дарования титула. | Примечания |
| ------- | ------------------------------------------------ | ---------------------------------- | --- | --- |
|         | Его Светлость Герцог Максимилиан Лейхтенбергский | 02.10.1817—20.10(01.11).1852       | 02.07.1839 (ПСЗ-2 12501) | 04.10.1838 (ПСЗ-2 11814) обручился (но оставался католиком) и 02.07.1839 (ПСЗ-2 12501) сочетался браком с Великой Княжной Марией Николаевной |
|         | Александра                                       | 28.03(09.04)1840—31.07(12.08).1843 | 28.03.1840 (ПСЗ-2 13306) | Дочь предыдущего. Получила титул лично. |
|         | Мария                                            | 04(16).10.1841—03(16).02.1914      | 04.10.1841 (ПСЗ-2 14896) | Сестра предыдущей. Титул, видимо, был предоставлен лично, но в указе об этом прямо не говорилось.                                            |
|         | Николай                                          | 23.07(04.08).1843—06.01.1891       | 23.07.1843 (ПСЗ-2 17053) | Брат предыдущей. Титул, видимо, был предоставлен лично, но в указе об этом прямо не говорилось.                                              |
|         | Евгения                                          | 20.03(01.04).1845—04.05.1925       | 20.03.1845 (ПСЗ-2 18843) | Сестра предыдущего. Получила титул лично. |
|         | Евгений                                          | 27.01(08.02).1847—18(31).08.1901   | 27.01.1847 (ПСЗ-2 20851) | Брат предыдущей. Получил титул лично. |
|         | Сергей                                           | 08(20).12.1849—12(24).10.1877      | 08.12.1849 (ПСЗ-2 23713) | Брат предыдущего. Получил титул лично. |
|         | Георгий                                          | 17(29).02.1852—20.04(03.05).1912   | 17.02.1852 (ПСЗ-2 25990) | Брат предыдущего. Титул, видимо, был предоставлен лично, но в указе об этом прямо не говорилось.                                             |
|         | Александр                                        | 01(13).11.1881—28.04.1942          | 01(13).11.1881 (на основании указов 06(18).12.1852 г. (ПСЗ-2 26840) и 28.11.1857 г. (ПСЗ-2 32482а); непосредственно к нему относящегося указа в ПСЗ нет) | Сын предыдущего. Титул, сохранён за ним лично, что было подтверждено 02.07.1886 г. (ПСЗ-3 3851).                                             |

## После 1917 года
Последними бесспорными носителями этого титула были великая княгиня (урождённая иностранная принцесса) Милица Николаевна, умершая 05.09.1951 года, великий князь Андрей Владимирович, умерший 30.10.1956 года,  великая княгиня (урождённая великая княжна) Ксения Александровна, умершая 20.04.1960 года.
После свержения монархии в России в 1917 году, Владимировичи — одна из ветвей Дома Романовых — официально объявили свои претензии на российский престол. Представители этой ветви (Кирилл Владимирович в 1922—1938 годах, его сын Владимир Кириллович Романов в 1938—1992 годах и дочь последнего Мария Владимировна Романова с 1992 года) продолжили даровать титулы Российской империи опираясь на нормы «Учреждения об Императорской Фамилии» 1886 года. В период с 1924 года, титул Императорских Высочеств получили 7 человек (см. Пожалования титулов и орденов Российской империи после 1917 года).
Кроме того, в виде исключения, 15.05.1939 года титул великого князя был предоставлен князю императорской крови Гавриилу Константиновичу, не являвшемуся даже старшим в ветви Константиновичей (потомстве великого князя Константина Константиновича). Спустя два дня он писал великому князю Андрею Владимировичу: «Я бесконечно счастлив, так как всю жизнь страдал из-за ложного положения, в которое был поставлен волею судьбы». Однако большинство членов Дома Романовых за князем нового титула не признали.
В настоящее время этот титул носят М.В. Романова и последний по времени пожалования Г.М. Романов, что оспаривается их противниками.